# Cryptophorellia peringueyi
Cryptophorellia peringueyi es una especie de insecto del género Cryptophorellia de la familia Tephritidae del orden Diptera.

## Historia
Bezzi la describió científicamente por primera vez en el año 1924.